# Funkcija (matematika)
Funkcija ili preslikavanje je jedan od najvažnijih matematičkih pojmova koji predstavlja preslikavanje članova jednog skupa (domena) u drugi (kodomena). Pri tome preslikavanje mora biti jedinstveno, tj. svaki član domene se preslikava u točno jedan član kodomene.

## Definicija
Funkcija ili preslikavanje je uređena trojka {\displaystyle (D,K,f)} koja sadrži skupove {\displaystyle D}, {\displaystyle K} i neko pravilo {\displaystyle f\colon D\to K} po kojem se svakom članu {\displaystyle x\in D} pridružuje jedinstveni član {\displaystyle y\in K} tako da je {\displaystyle y=f(x)}. 
Skup {\displaystyle D} se naziva područje definicije ili domena funkcije {\displaystyle f}, a skup {\displaystyle K} područje vrijednosti ili kodomena funkcije {\displaystyle f}. Član domene {\displaystyle x} je nezavisna varijabla ili argument funkcije {\displaystyle f}, a član kodomene {\displaystyle y} je zavisna varijabla funkcije {\displaystyle f}.
Želimo li istaknuti skupove na kojima funkcija izvršava pridruživanje, pišemo {\displaystyle f\colon D\to K}.
Želimo li istaknuti pravilo po kojem funkcija djeluje, pišemo {\displaystyle x\mapsto y=f(x)}.

## Jednakost funkcija
Funkcije {\displaystyle f} i {\displaystyle g} su jednake, što zapisujemo sa {\displaystyle f=g}, ako vrijedi:
1. imaju jednake domene, tj. {\displaystyle D_{f}=D_{g}};
2. imaju jednako pravilo preslikavanja tj. {\displaystyle f(x)=g(x),\forall x\in A}.

Na primjer, funkcije {\displaystyle f(x)={\frac {x^{2}}{x}}} i {\displaystyle g(x)=x} nisu jednake.  One imaju jednako pravilo pridruživanja, jer, kada se kod {\displaystyle f(x)} skrati razlomak, dobijemo {\displaystyle f(x)=x}.

Međutim, nemaju jednaku domenu, jer funkcija {\displaystyle f(x)} nema vrijednost za {\displaystyle x=0}.  Dijeljenje s nulom nije definirano, pa je domena {\displaystyle D_{f}=\mathbb {R} \backslash \left\{0\right\}}, skup realnih brojeva bez nule. Domena {\displaystyle D_{g}=\mathbb {R} }, čitav skup realnih brojeva.

## Klasifikacija funkcija
Funkcija može imati mnogo svojstava, ali neka od važnijih su injektivnost, surjektivnost i bijektivnost.
Injekcija ili 1-1 preslikavanje je funkcija takva da ne postoje dva različita člana domene koja se preslikavaju u isti član kodomene. Za takvu funkciju kažemo da ima svojstvo injektivnosti i da je injektivna. 

Matematički zapisujemo, {\displaystyle f(x)=f(x')\Rightarrow x=x',\forall x\in D_{f},\forall x'\in D_{f}} 

ili ekvivalentnu tvrdnju {\displaystyle \forall x,x'\in D{\mbox{ takve da }}x\neq x',f(x)\neq f(x')}.
Slika funkcije f je skup članova iz kodomene na koje se preslikava neki član domene. 
Sliku funkcije f označavamo s {\displaystyle R_{f}}.
Surjekcija ili preslikavanje na je funkcija čija slika je jednaka cijeloj kodomeni {\displaystyle R_{f}=K}. 

Drugim riječima, za svaki član kodomene postoje jedan ili više članova iz domene koji se u njega preslikavaju tj. ima bar jednu prasliku. 

Matematički zapis: {\displaystyle \forall y\in K\;\exists x\in D,f(x)=y}. Za takvu funkciju kažemo da ima svojstvo surjektivnosti i da je surjektivna.
Bijekcija ili 1 na 1 korespondencija ili obostrano jednoznačno preslikavanje je funkcija koja je injektivna i surjektivna. Kažemo još da je funkcija bijektivna i da ima svojstvo bijektivnosti.
Primjer bijekcije je funkcija identiteta, odnosno funkcija {\displaystyle i_{X}:X\to X} definirana s {\displaystyle i_{X}(x)=x,\forall x\in X}.

### Ostala svojstva
- involutivnost: kažemo da je funkcija (operacija) involucija (lat. obavijanje) ako je {\displaystyle f(f(x))=x} za svaki {\displaystyle x} iz njezine domene.[2] Primjeri takvih funkcija, odnosno operacija, uključuju logičku negaciju (jer je {\displaystyle \neg (\neg P)=P}), tako i negaciju realnih brojeva ({\displaystyle -(-x)=x}), komplementiranje u teoriji skupova (npr. {\displaystyle ({\mathcal {U}}^{c})^{c}=\emptyset ^{c}={\mathcal {U}}}), centralnu simetriju u euklidskoj geometriji i sl.[a]
- idempotentnost: kažemo da je funkcija (operacija) idempotencija (lat. idem – isto, potentem – imati moć) ako je {\displaystyle f(f(x))=f(x)} za svaki {\displaystyle x} iz njezine domene.[3] Ugrubo, to znači da neka operacija daje isti rezultat bilo da se izvršava jednom ili više puta.

## Graf funkcije
Graf funkcije {\displaystyle f} jest skup točaka {\displaystyle (x,y)} ravnine {\displaystyle \mathbb {R} ^{2}} za koje vrijedi {\displaystyle y=f(x)} te čine krivulju. Formalnije, to je skup {\displaystyle G(f)\subseteq \mathbb {R} ^{2},G(f)={\big \{}(x,y)\in \mathbb {R} ^{2}:x\in D_{f},y=f(x){\big \}}}.